# Толга (Ярославль)
Толга — посёлок в заволжской части Ярославля, образованный вокруг Толгского монастыря. Состоит из 10 многоквартирных домов и многочисленной частной застройки.

## История
Первые дома посёлка были построены в 1932 году для работников научно-испытательной лаборатории, занимавшей часть Толгского монастыря во время строительства Ярославской ГЭС. Название посёлок получил по протекавшей через него речке Толге. В 1935 году строить в Ярославле ГЭС передумали и в монастыре разместили исправительную колонию для заключённых-детей, в домах посёлка разместились служащие колонии.
В 1941-м при строительстве подъездного пути к железнодорожному мосту-дублёру через Волгу нижнее течение Толги отвели в протекающую в 1,5 км севернее речку Прорву, с тех пор через посёлок протекает лишь небольшой ручей.
В 1944 году посёлок включили в черту Ярославля. На рубеже 1960-х в посёлке развернули масштабное строительство — территорию около монастыря обнесли высоким бетонным забором и рядами колючей проволоки, значительно увеличив колонию для малолетних заключённых, которая просуществовала здесь до 1987 года. В канун 1000-летия Крещения Руси Толгский монастырь первым в СССР был возвращён Русской православной церкви.
В 1980-х—1990-х посёлок быстро разрастался за счёт строительства дачных кооперативов, в основном состоящих из участков площадью 4—6 соток.

## География
С юго-западной стороны посёлок ограничен рекой Волгой, с западной граничит с посёлком Жеребково, с северо-западной ограничен насыпью бывшего железнодорожного пути к мосту-дублёру, с северо-восточной — железной дорогой к резервной переправе через Волгу, с восточной примыкает к Бутревскому лесу, на юге граничит с посёлком Трофимково.

## Достопримечательности
- Толгский монастырь
- Водонапорная башня, построенная в 1958 году

## Транспорт
- Автобусы № 34 (посёлок Толга — Красная площадь), № 21т (посёлок Толга — посёлок Очапки)
- Пристань Толга